# فرد مورلي
فرد مورلي (بالإنجليزية: Fred Morley)‏ (1 مارس 1890 في المملكة المتحدة - 4 يونيو 1970 في الولايات المتحدة) هو لاعب كرة قدم بريطاني (وحمل سابقاً جنسية المملكة المتحدة لبريطانيا العظمى وأيرلندا) في مركز الهجوم. لعب مع فول ريفر ماركسمين ونادي برينتفورد ونادي بلاكبول ونادي ريدنغ وPhiladelphia Field Club ‏ وPawtucket Rangers ‏.